# Adolf Schönke
Adolf Schönke (* 20. August 1908 in Weißwasser; † 1. Mai 1953 in Freiburg im Breisgau) war ein deutscher Rechtswissenschaftler in Freiburg im Breisgau und Begründer des Schönke/Schröders.

## Leben
Der Sohn eines Tapeziermeisters in Weißwasser besuchte in Berlin ein neusprachliches Gymnasium und hat dort an der Friedrich-Wilhelms-Universität zu Berlin studiert. Nach sechs Semestern legte er 1931 sein erstes Staatsexamen ab, 1934 das zweite Staatsexamen, jeweils mit der Note „gut“. Adolf Schönke wurde Assistent an der Fakultät und promovierte 1932 bei James Goldschmidt mit einer Arbeit über „Die Bindung des Berufungsgerichts an das Urteil des Revisionsgerichts gemäß § 565 II ZPO“ (magna cum laude). Stefan Riesenfeld „erinnert sich […], dass es 1932 einen sehr guten Referendar in der Kanzlei gegeben habe, in der auch er arbeitete, eben Schönke, der damals schon immer in SA-Uniform gekommen sei, mit der Begründung, die Kanzlei schützen zu wollen.“ Im Zuge der nationalsozialistischen „Machtergreifung“ trat er im Mai 1933 der NSDAP bei. Später gehörte er noch dem NS-Dozentenbund und dem NS-Rechtswahrerbund an. Nach Georg Steinberg war Adolf Schönke ein nationalsozialistischer Strafrechtswissenschaftler.
1934 wurde er Gerichtsassessor im Reichsjustizministerium für die Strafrechtsreform. 1937 wurde er zum Amtsgerichtsrat ernannt. 1937 habilitierte er sich an der Friedrich-Wilhelms-Universität Berlin für die Fächer Straf- und Zivilprozessrecht. Schönke galt als ausgewiesener Experte für internationales Recht. 1938 wechselte er an die Albert-Ludwigs-Universität Freiburg. Auf seine Anregung hin entstand in Freiburg das Seminar für ausländisches und internationales Strafrecht, aus dem später das Max-Planck-Institut für ausländisches und internationales Strafrecht hervorging. Während des Zweiten Weltkrieges war er Dekan und Prodekan und 1944 wurde er noch Prorektor.
Im Dezember 1945 beschwerte sich sein ehemaliger Habilitationsbetreuer und prominente NS-Jurist Eduard Kohlrausch, dass sich Schönke ausschließlich (!) als Schüler und Assistent von Goldschmidt bezeichne. Für die französische Besatzungsverwaltung erstellte er ein Gutachten darüber, welche der nach 1933 erlassenen Bestandteile des Strafrechts aufzuheben seien.
Nach dem frühen Tod von Adolf Schönke im Jahr 1953 wurde am 1. April 1954 Hans-Heinrich Jescheck zu seinem Nachfolger am Institut berufen.

## Werke
- Zivilprozessrecht. Eine systematische Darstellung. v. Decker, Berlin 1928.
- Beiträge zur Lehre vom Adhässionsprozess. de Gruyter, Berlin/Leipzig 1935.
- Strafgesetzbuch für das Deutsche Reich. Kommentar von Adolf Schönke, C. H. Beck, München u. a. 1942. 2. Auflage 1944. Eine entnazifizierte Form erschien 1947 als:
- Strafgesetzbuch in zwei Teilen. 3., durchgearb. Aufl., Biederstein, München 1947. Ab der 7. Auflage 1953 fortgeführt von Horst Schröder, seitdem bekannt als Schönke/Schröder. Seit der 18. Auflage 1976 von verschiedenen Bearbeitern betreut, zuletzt in 30. Auflage 2018, C. H. Beck, München 2018, ISBN 978-3-406-70383-6. Mit der 31. Auflage 2025 Umbenennung in Tübinger Kommentar Strafgesetzbuch.[8]